# 东方拟银杏蟹
东方拟银杏蟹（学名：Paractaea orientalis）为扇蟹科拟银杏蟹属的动物。分布于日本、苏禄岛以及中国大陆的广东、山东半岛等地，生活环境为海水，常栖息于多居于沿岸带有水草的岩石间。
其种加词“orientalis”意为“东方的”。